# Ічкі (станція)
Ічкі́ (крим. İçki, у 1912—1952 — Граматикове, у 1952—2025 — Краснофло́тська) — проміжна станція 5-го класу Кримської дирекції Придніпровської залізниці на неелектрифікованій лінії Джанкой — Владиславівка між станціями Нижньогірська (20 км) та Новофедорівка (12 км). Розташована в однойменному селищі Феодосійського району Автономної Республіки Крим.

## Історія
У 1912 році станція отримала назу Граматикове, на честь місцевого поміщика, мецената залізниці. У 1952 році станція Граматикове перейменована на Краснофлотську.
25 березня 2024 року на сайті Міністерства розвитку громад, територій та інфраструктури України оприлюднено проєкт постанови Кабінету Міністрів «Про перейменування деяких географічних об'єктів», задля виконання положень Закону України «Про засудження та заборону пропаганди російської імперської політики в Україні і деколонізацію топонімії». Серед них запропоновано перейменування станції Краснофлотська на Кайнаш. За результатом громадських обговорень було запропоновано відновити історичну назву станції Ічкі.
17 січня 2025 року постановою Кабінету Міністрів України станція Краснофлотська перейменована на Ічкі.

## Пасажирське сполучення
На станції Ічкі зупиняються приміські поїзди сполученням:
- Феодосія — Сімферополь;
- Армянськ — Феодосія;
- Джанкой — Феодосія / Керч.